# Rois de la dynastie Han

L'empire des Han occidentaux vers 195 av. J.-C. : les provinces sont en noir et les différents royaumes en rouge.

Après avoir vaincu Xiang Yu lors de la guerre Chu-Han, Liu Bang se proclame empereur en 206 av. J.-C., et fonde ainsi la dynastie Han. Une fois monté sur le trône, il reprend à son compte une pratique mise en place par Xiang Yu et élève de nombreux généraux, nobles et membres de la famille impériales au rang de rois (chinois : 王 ; pinyin : wáng); soit le même titre que celui porté par les souverains des dynasties Shang et Zhou et par les dirigeants des royaumes existants avant la fondation de la dynastie Qin. Chaque roi a son propre royaume semi-autonome, qu'il gère de manière très indépendante. Il s’agissait d’un grand changement par rapport à la politique de la dynastie Qin, qui avait divisé la Chine en commanderies dirigées par des gouverneurs non héréditaire.
En anglais, le titre chinois Wang est parfois traduit par Prince, ce qui peut provoquer quelques confusions. Ainsi, la rébellion de sept Rois est pour les anglophones la Rebellion of the Seven Princes, soit la Rébellion des Sept princes
Les rois sont divisés en deux groupes : les Yìxìng Wáng, soit littéralement les « rois de différents noms de famille » et les Tóngxìng Wáng, soit littéralement les « rois de même nom de famille », c'est-à-dire Liu, le nom de la famille impériale. Les Yìxìng Wáng représentant une menace évidente pour l’empire Han, Liu Bang et ses successeurs les suppriment aussi vite qu'ils le peuvent et en 157 av. J.-C., il n'en reste plus aucun. Les Tóngxìng Wáng ont géré différemment. Si au début ils sont totalement autonomes, après la rébellion de sept Rois, qui a lieu en 154 av. J.-C., leur indépendance est grandement restreinte et ils finissent par perdre la plus grande partie de leur autonomie.

## Yìxìng Wáng
Les Yìxìng Wáng (chinois : 姓王 ; pinyin :  yìxìng wáng) sont pour la plupart des anciens chefs de la rébellion contre la dynastie Qin. À la suite du soulèvement de Dazexiang, de nombreux nobles se rebellent à leur tour, s’auto-proclament "rois" et essayent d’asseoir leur souveraineté en se présentant comme les héritiers de l'un ou l'autre des six États supprimé lors des guerres d'unification de Qin. Parmi ceux-ci, le roi de Chu est le plus puissant. Cependant, Huai II,son dirigeant légitime, est assassiné sur les ordres du Seigneur de guerre Xiang Yu et les 18 royaumes que Xiang avait créé entrent en rébellion contre lui. Liu Bang, le roi de Han, fini par vaincre le Chu et fonde la nouvelle dynastie Han. Les rois qui se sont alliés à sa cause gardent leurs titres et leurs terres et quelques autres royaumes sont également créés par Liu Bang pour ses généraux et ses favoris.
Bien que nominalement sous la domination des Han, ces rois sont de facto indépendant et ont un pouvoir considérable sur leur territoire, qui peut couvrir plusieurs préfectures. Ces royaumes se révèlent rapidement être une source d'instabilité et Liu Bang les élimine progressivement par le biais de complots, guerres et manœuvres politiques. Beaucoup de ces rois sont ainsi déposés et leurs royaumes annexés par les Han. Alors qu'il est en train de mourir, l’empereur ordonne à ses ministres de lui jurer que seuls les membres de la maison royale de Liu pourront désormais devenir des rois. Cette injonction est violée par sa veuve, l'impératrice douairière Lü, qui crée plusieurs royaumes et met ses propres parents à leur tête en faisant d'eux des rois. Ces royaumes sont détruits après sa mort et le dernier Yìxìng Wáng des Han occidentaux est Wu Zhu, le roi Jing de Changsha, qui meurt sans héritier en 157 av. J.-C.. Après cela, il n’y a plus aucun roi extérieur du clan royal jusqu'à la fin de la dynastie Han, lorsque Cao Cao devient roi de Wei le 29 mai 216.

### Royaumes créés avant la guerre Chu-Han
- Chu
- Huainan
- Zhao
- Yan
- Nanyue

### Royaumes créés par Liu Bang
- Changsha
- Dai
- Liang

### Royaumes créés par l'Impératrice Douairière Lü
- Lu
- Huaiyang
- Changshan
- Lü

## Tóngxìng Wáng
Les Tóngxìng Wáng (chinois : 同 姓 王 ; pinyin :  tóngxìng wáng) sont des membres du clan Liu, c'est-à-dire les fils, frères ou descendants des différents empereurs Han. Au début, Liu Bang et ses successeurs pensent que la création de ces royaumes vas renforcer le pouvoir du clan Liu, en particulier contre les autres rois. Toutefois, ces nouveaux rois se révèlent encore plus dangereux que les Yìxìng Wáng, car ils sont susceptibles de monter sur le trône et ne se gênent pas pour comploter afin d'accéder au pouvoir.
Ces puissants rois fomentent plusieurs rébellions sous les règnes des empereurs Wendi et Jingdi. Après la rébellion de sept Rois, l'empereur Han Jingdi réforme les royaumes et diminue grandement leurs pouvoirs. Leur taille se réduit à celle d'un seul Zhōu et le gouvernement qui assiste les rois se limite a un Chancelier nommé par le gouvernement central, dont le rôle est autant de surveiller lesdits rois que de les aider dans la gestion de leur royaume. Malgré tout, les Tóngxìng Wáng continuent d'exister jusqu'à la fin de la dynastie.

### Créé par Liu Bang
- Roi de Chu (en)
- Roi de Dai
- Roi de Qi (en)
- Roi de Jing
- Roi de Huainan (en)
- Roi de Zhao
- Roi de Yan (en)
- Roi de Wu

### Créé par l'empereur Wendi
- Roi de Liang (en)
- Roi de Chengyang (en)
- Roi de Jibei
- Roi de Zichuan (en)
- Roi de Jinan (en)
- Roi de Jiaodong (en)
- Roi de Jiaoxi (en)
- Roi de Hengshan
- Roi de Lujiang
- Roi de Hejian (en)

### Créé par l'empereur Jingdi
- Roi de Linjiang
- Roi de Jiangdu
- Roi de Changsha (en)
- Roi de Zhongshan (en)
- Roi de Guangchuan
- Roi de Qinghe
- Roi de Changshan
- Roi de Jichuan
- Roi de Jidong
- Roi de Shanyang
- Roi de Jiyin (en)

### Créé par l'empereur Wudi
- Roi de Guangling (en)
- Roi de Changyi (en)
- Roi de Lu'an
- Roi de Zhending
- Roi de Sishui (en)
- Roi de Pinggan

### Créé par l'empereur Xuandi
- Roi de Huaiyang (en)
- Roi de Dongping
- Roi de Gaomi

### Créé par l'empereur Yuandi
- Roi de Dingtao

### Créé par l'empereur Chengdi
- Roi de Guangde

### Créé par l'empereur Aidi
- Roi de Guangping

### Créé par l'empereur Pingdi
- Roi de Guangshi
- Roi de Guangzong

## Prince héritier
Sous la dynastie Han, le Prince héritier est l’héritier présomptif du trône. La plupart du temps, il s'agit du fils aîné de l’empereur et l’impératrice, mais il y a des exceptions. L'empereur est le seul à avoir le pouvoir de nommer le Prince héritier, bien qu'il demande généralement l’avis ou le consentement de ses ministres les plus importants. Le Prince héritier ne reçoit pas un royaume, mais vit avec l’empereur dans la capitale et s'il était un roi avant de devenir Prince héritier, son royaume disparaît. Le Prince héritier peut perdre son rang et ses droits au trône, ce qui arrive à plusieurs reprises.

### Liste des Princes héritiers
- Prince héritier Ying, fils de l'empereur Han Gaozu, devient par la suite l'empereur Huidi
- Prince héritier Qi, fils de l'empereur Han Wendi, devient par la suite l'empereur Jingdi
- Prince héritier Rong, fils de l'empereur Han Jingdi, il est ensuite rétrogradé au titre de Roi de Linjiang
- Prince héritier Che, fils de l'empereur Han Jingdi. Au début il reçoit le titre de Roi de Jiaodong,puis il devient par la suite l'empereur Wudi
- Prince héritier Li, fils de l'empereur Han Wudi, tué après s'être rebellé
- Prince héritier Fuling, fils de l'empereur Han Wudi, devient par la suite l'empereur Zhaodi
- Prince héritier Shi, fils de l'empereur Han Xuandi, devient par la suite l'empereur Yuandi
- Prince héritier Ao, fils de l'empereur Han Yuandi, devient par la suite l'empereur Chengdi
- Prince héritier Xin, petit-fils de l'empereur Han Yuandi. Au début il reçoit le titre de Roi de Dingtao, puis il est adopté par l'empereur Han Chengdi et devient par la suite l'empereur Aidi

## Voir également

## Crédit d'auteurs
- (en) Cet article est partiellement ou en totalité issu de l’article de Wikipédia en anglais intitulé « Kings of the Han dynasty » (voir la liste des auteurs).